# Tipula (Schummelia) lama
Tipula (Schummelia) lama is een tweevleugelige uit de familie langpootmuggen (Tipulidae). De soort komt voor in het Oriëntaals gebied.